# Tetramorium concaviceps
Tetramorium concaviceps är en myrart som beskrevs av Bursakov 1984. Tetramorium concaviceps ingår i släktet Tetramorium och familjen myror. Inga underarter finns listade i Catalogue of Life.